# 迪鲁瓦·阿旺洛桑丹增

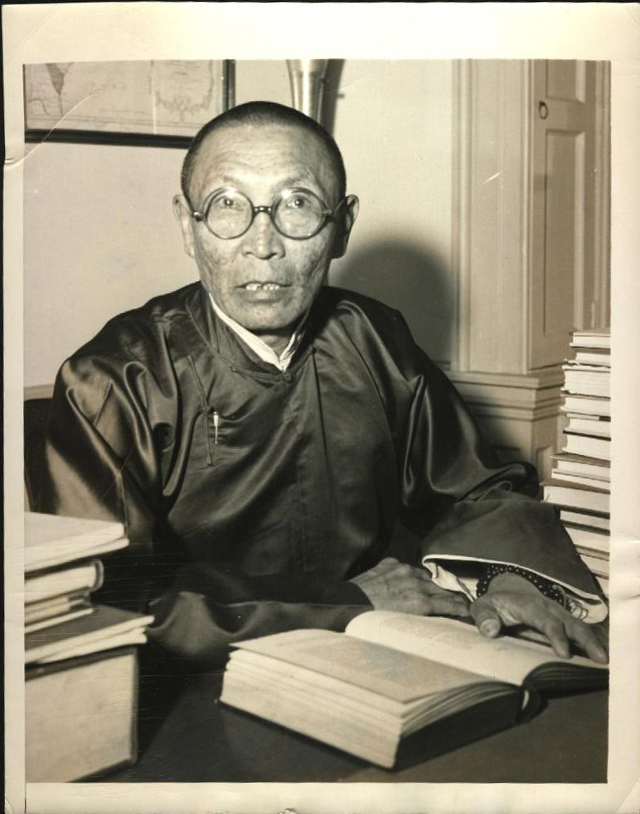
迪鲁瓦·阿旺洛桑丹增（1949年摄）

迪鲁瓦呼图克图·阿旺洛桑丹增（1884年—1965年4月7日）原俗名巴希卢·扎木斯仁扎布（Башлуугийн Жамсранжав），法名阿旺洛桑丹增，蒙古族，外蒙古扎萨克图汗部中右翼末次旗（扎格德散巴拉公旗，今蒙古国扎布汗省希鲁斯台县）奥依根巴嘎人，第五世（不计追认）迪鲁瓦活佛。

## 生平

### 早年生涯
清朝光绪十年（1884年），扎木斯仁扎布生于外蒙古扎萨克图汗部中右翼末次旗（今蒙古国扎布汗省希鲁斯台县）奥依根巴嘎的一个贫苦牧民家庭。其父名叫巴什鲁（汉语“86”的谐音），其母名叫吉木波勒，属于汪古特氏。他有一个长他14岁的姐姐，和一个长他10岁的哥哥。
扎木斯仁扎布出生之年，其家乡遭雪灾，他家也遭灾，家里仅余20头羊、4头牛、2匹马。恰逢该年其家乡那鲁班禅寺（现已毁）的那鲁班禅活佛与迪鲁瓦活佛先后圆寂，那鲁班禅寺正在寻访两位活佛的转世灵童。时人称扎木斯仁扎布出生时，他家的蒙古包曾出现奇异光芒，故扎木斯仁扎布被列入40名候选灵童之中。此后将近3年内，那鲁班禅寺对这些候选灵童进行了考察，最后经抽签，将中签灵童报送清廷，由清廷认定扎木斯仁扎布为第五世迪鲁瓦活佛。
5岁时，扎木斯仁扎布被那鲁班禅寺迎请到该寺，同年受沙弥戒。他获法名“阿旺洛桑丹增”。自5岁起，开始学习藏文。7岁时，受比丘戒。13岁之前，一直随师傅学习佛经。15岁起，开始参与那鲁班禅寺的管理，并参加其他社会及宗教活动。18岁起，获得了同那鲁班禅活佛同等的主持那鲁班禅寺的权力，此后几乎每年都在外蒙古西部各盟部旗进行弘化，在上层喇嘛、清朝官员、蒙古王公间周旋。21岁时，受格隆戒。

### 支持外蒙古独立

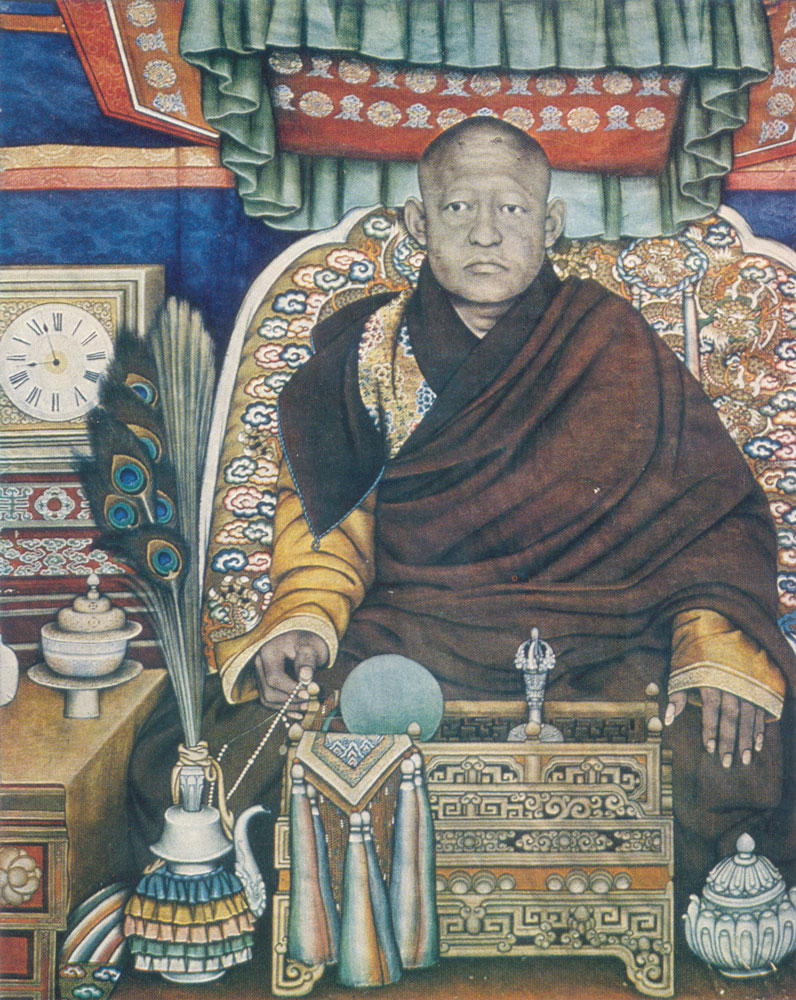
第八世哲布尊丹巴

1911年，外蒙古宣布独立，第八世哲布尊丹巴称帝为“博克多汗”，年号“共戴”。1912年秋，迪鲁瓦活佛赴库伦朝觐了博克多汗，表示效忠，由此第八世哲布尊丹巴封其“额日和绰尔济”称号，以及绿伞盖乘轿、金色鞍辔。时任蒙古国政府总理的那木囊苏伦十分赏识迪鲁瓦活佛，曾劝他在政府任职，但被他谢绝。
1912年初，迪鲁瓦活佛参与了博克多蒙古同清朝乌里雅苏台将军间的谈判，使驻乌里雅苏台城的清朝军政人员和机构和平撤离该处。1917年冬，当卢占魁部在内蒙古同外蒙古交界处袭扰时，迪鲁瓦活佛奉哲布尊丹巴之命，作为护军喇嘛同马克思尔扎布共同率兵进剿，并且因此功绩而受封“迪鲁瓦呼图克图”封号，获绿伞盖乘轿等赏赐。
俄国十月革命之后，一些俄国白军窜入外蒙古西部。1919年春，迪鲁瓦活佛受博克多汗（即第八世哲布尊丹巴）之命，充当马克思尔扎布的副手，前去平息俄国白军。同年夏，驻乌里雅苏台的北洋政府官员为了维持乌里雅苏台的安宁以及维护自身安全，向哲布尊丹巴提出请迪鲁瓦活佛驻锡乌里雅苏台，但哲布尊丹巴未批准该请求。
1919年外蒙古撤治后，迪鲁瓦呼图克图同扎勒堪扎呼图克图索德诺木·达木丁巴扎尔、达喇嘛彭朝克道尔吉、马克思尔扎布、达木丁苏隆等都积极参加恢复外蒙古自治的秘密活动。当时，扎勒堪扎呼图克图、迪鲁瓦呼图克图这一派倾向依靠美国等国恢复外蒙古自治，并获得博克多汗支持。1920年上半年，美国驻张家口领事艾伯哈特（音译）、美国安德森·梅耶尔商务公司代表拉尔逊为考察外蒙古情况而一起到达了大库伦，并在这里会见了准备赴北京向中华民国大总统问安的外蒙古代表团成员及其他蒙古上层人士。外蒙古官员向这两位美方人士表示希望美国支持恢复外蒙古自治，扎勒堪扎呼图克图还向他们转交了他自己和迪鲁瓦呼图克图等连夜赶写，并盖有哲布尊丹巴印玺的求援信。在此前后，另一名美国人索科宾也抵达了外蒙古，迪鲁瓦呼图克图同其联系，并且向他转交了一封相同内容的信。该信主要阐述了外蒙古自治的理由。
1920年夏，迪鲁瓦呼图克图随以扎勒堪扎呼图克图为首的外蒙古代表团赴北京，问候中华民国大总统，并试图接触中华民国及美国等国官员，商谈恢复外蒙古自治。在北京，代表团拜会了清朝逊帝溥仪、直系军阀曹锟等人士及官员；扎勒堪扎呼图克图、迪鲁瓦呼图克图经由拉尔逊充任译员，分别拜会了美国驻华大使及武官。在北京，代表团收到了哲布尊丹巴通过拉尔逊转来的有关商谈从外蒙古撤出中国军队的指示函，该函后被转交中华民国蒙藏院总裁贡桑诺尔布。代表团此行未能恢复外蒙古自治。迪鲁瓦活佛认为，这是因为17人组成的代表团里，只有包括他自己在内的4个人倾向于恢复外蒙古自治，其他人则支持中华民国对外蒙古的政策。

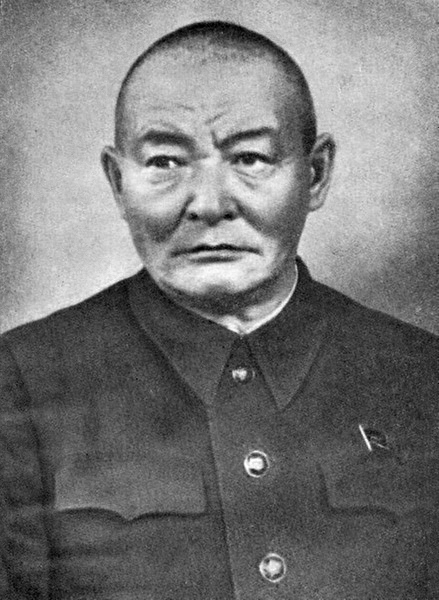
乔巴山

在此前后，迪鲁瓦活佛同在库伦、后来成为蒙古革命领导人的鲍道、恰格达尔扎布、乔巴山、道格松等取得了联系，从此成为蒙古人民党（1921年成立，1925年改称蒙古人民革命党）争取并利用的党外人士。蒙古人民党中央档案馆所存的一份1920年前后登记的赞成蒙古独立者及革命者共51人名单，迪鲁瓦活佛排在第10位；在另一份蒙古人民党的写有78个人名的密码联络本中，迪鲁瓦活佛的名字和代号也在其中。迪鲁瓦活佛曾帮助试图寻求苏维埃俄国援助的蒙古人民党获得哲布尊丹巴的授权书。
1920年下半年，外蒙古恢复自治后，迪鲁瓦活佛历任乌里雅苏台副大臣、西部安抚副使等职务。1921年6月，外蒙古人民革命成功前夕，他出任乌里雅苏台大臣。不久，迪鲁瓦活佛帮助马克思尔扎布消灭了侵害蒙古西部的俄国白军旺丹诺夫部，使俄国白军在乌里雅苏台建立军事据点的计划破灭。1921年底，迪鲁瓦活佛以对新政府缺乏认识、难以适应革命形势和新工作为理由，向蒙古人民政府提出辞职。但蒙古人民政府要求他在蒙古形势获得稳定前必须留任。1922年初，他一度离开原职，同年10月被任命为乌里雅苏台大臣的助理。
在助理任内，迪鲁瓦活佛帮助新成立的蒙古人民政府消灭了丹毕坚赞部。丹毕坚赞部当时占据了蒙古西部地区，利用宗教召集民众，并购买枪支弹药，企图从蒙古分裂出去而独立。1922年冬，蒙古人民革命政府决定消灭该部。迪鲁瓦活佛参与了此次行动的策划与实施。因为迪鲁瓦活佛以前曾和丹毕坚赞有所往来，故迪鲁瓦活佛向丹毕坚赞致亲笔信，由蒙古内务处人员持该信面见丹毕坚赞，丹毕坚赞见信不疑，遂被蒙古内务处人员消灭。
1923年底，迪鲁瓦活佛辞去公职，回到那魯班禪寺，从事佛事活动，研习佛经。1924年，蒙古人民政府授予其“萨玛迪巴格什”称号。1925年，迪鲁瓦活佛的财产第一次遭到蒙古政府没收。1925年之后，迪鲁瓦活佛曾数次向蒙古人民政府提出赴中国参拜九世班禅额尔德尼的请求，但一直未获批准。其间，1928年他曾经为此而来到乌兰巴托，扎木察拉诺向他提出是否他可作为蒙古政府代表赴中国。但因蒙古政府内部在该问题上未能取得一致，此提议终于作罢。此次在乌兰巴托，迪鲁瓦活佛还见到老朋友、时为蒙古军政要人的乔巴山。迪鲁瓦活佛离开乌兰巴托时，乔巴山还专门派车将其送回寺院。
1929年，蒙古根据有关法律没收僧俗封建上层财产时，迪鲁瓦活佛的财产遭没收。这是其财产第二次遭没收，此次其被没收的财产总值达20多万图格里克。

### “出逃”
1930年秋，迪鲁瓦活佛因受“额日格登达格巴”（Эрэгдэндагва）案件（即“38人爱国集团”案，又称38人阴谋案）牵连，被控涉嫌勾结日本及中国企图推翻人民革命政权，而被蒙古司法机关判处2年有期徒刑，缓期执行。迪鲁瓦活佛被告知，若在缓刑期间有过失，则他将被执行死刑。此后，迪鲁瓦活佛获得释放。1931年2月26日夜，迪鲁瓦活佛和随从根敦、纳木济勒、哈勒占、布顿一行共5人从蒙古人民共和国东戈壁省毛登敖包偷越中蒙边界，进入内蒙古乌兰察布盟中公旗，开始了在中国的流亡生活。
日后，美国蒙古学家、迪鲁瓦活佛的老朋友欧文·拉铁摩尔曾询问迪鲁瓦活佛：“既然当时对你的审判是公正的，那么您为何不回到那鲁班禅寺，随遇而安过一种太平宁静的生活呢？”迪鲁瓦活佛答道，“由于革命的进程以缓和和激烈的形式交替出现，所以难以预料以后的结局。”似乎他是因害怕蒙古革命而逃出蒙古的。此说也长期为有关迪鲁瓦活佛出逃原因的通说。
但自1990年代以来，蒙古国历史档案大批解密，历史文献相继出版。这些文献表明，迪鲁瓦活佛出逃并非害怕革命，而是受蒙古内务部对外情报局派遣，借出逃之名潜赴中国内地，负责了解蒋介石方面的南京国民政府以及大日本帝国对内外蒙古的政策、九世班禅额尔德尼的动向、外蒙古流亡人员情况。蒙古内务部对外情报局之所以选中迪鲁瓦活佛执行该任务，是因为他是有较大影响力的宗教界高层人士，因曾经被人民政府两次没收财产并因涉嫌政治案件而遭判刑，故隐蔽性强，以前曾和九世班禅额尔德尼有联系，其本人办事较为灵敏且谨慎。
迪鲁瓦活佛进入内蒙古后，蒙古方面为掩护其行动，随即在内外蒙古各处散布其叛逃的流言。

### 同班禅额尔德尼的来往

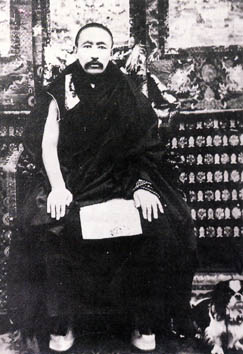
九世班禅额尔德尼

迪鲁瓦活佛进入内蒙古后，起初接触了乌兰察布盟中公旗扎萨克王公，说明了自己出逃的情况，从而获得了在当地居留的许可。不久，他结识了达尔罕贝勒旗僧俗高层人士，并迁居百灵庙。1932年4月，九世班禅额尔德尼应乌兰察布盟王爷云端旺楚克的邀请，赴百灵庙启建第四次时轮金刚法会，并在此留居半年。似乎当时正在百灵庙的迪鲁瓦活佛同九世班禅额尔德尼取得了联系，并且获得了班禅额尔德尼的信任。有消息称，此后迪鲁瓦活佛曾经出任班禅堪布会议厅蒙事处主任。
1932年4月，迪鲁瓦活佛参加了在洛阳召开的国难会议。同年底，迪鲁瓦活佛同九世班禅额尔德尼一起来到南京。在南京，九世班禅额尔德尼被南京国民政府任命为西陲宣化使，迪鲁瓦活佛则出任国民政府立法委员，任期自1933年1月12日至1935年1月12日。
此后，迪鲁瓦活佛曾随九世班禅额尔德尼在中国内地、中国东北、内蒙古游历，其他时间主要居住在内蒙古西部的外蒙古流亡部落中。直至1937年九世班禅额尔德尼在青海玉树圆寂时，二人仍保持着某种联系。有人回忆称，1937年迪鲁瓦活佛曾经去过青海。

### 同德王的来往

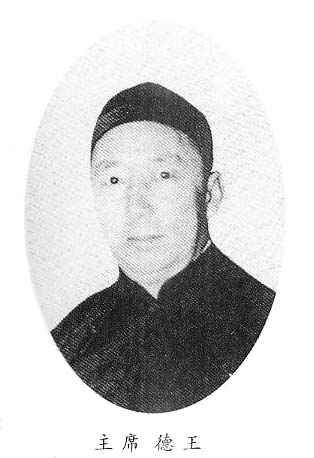
德穆楚克栋鲁普

迪鲁瓦活佛进入内蒙古后，很快结识了积极推动内蒙古“高度自治”的德穆楚克栋鲁普王爷（人称“德王”），并获得德王的信赖。1932年底，迪鲁瓦活佛在南京时，德王正在南京争取内蒙古自治。在南京期间，二人往来密切，德王曾问迪鲁瓦活佛：“内蒙搞自治可不可以？”迪鲁瓦活佛答称：“外蒙古既可以进行独立或自治，内蒙古为什么不可以自治。”这为德王推动内蒙古自治提供了依据，增强了德王的信心。此后，在内蒙古期间，迪鲁瓦活佛常在德王身边，参与了德王的诸多重要活动，并为德王执行了若干重大任务，成为德王信赖的少数重要谋士之一。
1935年12月，德王为争取日本支持，亲赴满洲国新京会见日本关东军司令官南次郎、参谋长西尾，开展“日蒙合作”会谈。双方通过会谈商定，日本帮助内蒙古西部蒙旗搞成“独立局面”，随即建立“蒙古国”，并由日方提供50万元及5000支枪用以扩编军队。当时，随德王参与此次会谈的两位蒙古族人物，一位是实际上充当关东军特务的陶克陶，另一位便是迪鲁瓦活佛。
1936年初，日本特务机关策划暗杀来内蒙古的吴鹤龄时，德王向迪鲁瓦活佛讨对策，并且采纳了迪鲁瓦活佛的建议，通过周密安排保护了吴鹤龄的生命，使吴鹤龄十分感激德王，后来成了德王的重要助手。
德王刚刚投靠日本人，便同日本军方产生很深的矛盾。德王在德化办蒙古军政府时期，迪鲁瓦活佛曾建议德王称：“你如果跟日本合作不来，不如趁早出走，周游世界各国，宣传蒙古问题，把蒙古问题提到国际政治舞台上。依靠世界各国解决蒙古问题，比靠日本一个国家解决蒙古问题好。”几年后，德王在成立蒙疆联合委员会等问题上再次同日本军方发生激烈冲突，德王后来在《德穆楚克栋鲁普自述》中回忆道：“反复思考，既不愿走向苏联和蒙古人民共和国，更不愿投向中国共产党，想来想去，还是认为以投靠蒋介石为宜。”在日本的严密控制下，迪鲁瓦活佛受德王委托，赴厚和豪特（今呼和浩特）托人同重庆中国国民党方面联系。后来，此事被日本军方查获，涉案人员或逃走，或被日军关押、杀害。德王在向日军坦白后获得宽恕。不久，迪鲁瓦活佛到达重庆。自此，迪鲁瓦活佛似乎一度失去了与德王的联系。
1949年初，第二次国共内战末期，迪鲁瓦活佛同德王在南京再度相逢，往来密切。迪鲁瓦活佛曾经向德王表示准备赴印度，后来则应拉铁摩尔的邀请准备赴美国。迪鲁瓦活佛临行之际，德王托人交给迪鲁瓦活佛一封委托书，委托迪鲁瓦活佛作为其私人代表在美国活动，寻求支持。但不久，德王即出走并被捕，此使命便不了了之。

### 同日本方面的来往
迪鲁瓦活佛刚进入内蒙古，便因其身份而引起了各方注意，其中包括正在内蒙古西部地区进行“谋略”活动的日本军方。日本关东军特务盛島角房、山本信亲等人经常出入于迪鲁瓦活佛所居住的自外蒙古逃亡来到内蒙古的瓦齐尔达剌部落，企图使迪鲁瓦活佛服务于日本侵略内、外蒙古的政策。日本关东军1935年7月25日制定的《对内蒙措施要领（绝密）》中提到：“对于迪鲁瓦呼图克图加以指导，使他平时就和德王秘密保持联系，并确立他的基本势力，力求使他采取行动，和关东军在外蒙古东部的工作互相策应。”该《要领》中还提出：“使迪鲁瓦呼图克图在西苏尼特附近集结部队，进行屯田，把他作为机动部队，担任关东军所策划的谋略工作。同时，使分散的余部加强在乌兰察布、宁夏省等方面的地盘，根据需要，使其尽力向外蒙方面行动。”
为确立迪鲁瓦呼图克图的“基本势力”，1939年，日本关东军把自外蒙古逃亡来到内蒙古苏尼特右旗的甘珠尔瓦呼图克图所属100户牧民，以及达尔罕旗的瓦齐尔达剌呼图克图所属80余户牧民及在乌兰察布盟中公旗的20户牧民集合起来，在内蒙古苏尼特右旗成立了“迪鲁瓦旗”。但因迪鲁瓦活佛从内蒙古出走，故旗长由纳木斯赉担任。

### 潜赴重庆
除了上文提到的迪鲁瓦活佛因为替德王建立同重庆国民党方面联系，事机泄露而潜伏重庆的说法外，对于迪鲁瓦活佛潜伏重庆的原因，还有其他说法。
据李守信在《李守信自述》中称，1938年秋，德王和李守信首次出访日本前夕，迪鲁瓦活佛曾告诉李守信：“因为外蒙的哲布尊丹巴活佛死后无人继承，日本人想叫德王的三儿子顶替。拨了15万元活动经费，先给了迪鲁瓦7万元，叫他由北平的英国公使馆汇给西藏的达赖，并叫他亲自前去拉萨活动。达赖承认以后，再续汇剩余的8万元。迪鲁瓦征得德王同意之后，即去北平汇款，并搭海轮由印度转赴西藏，迪鲁瓦从此一去不返，不知下落如何。”
根据蒙古国在1990年代出版的文献记载，1939年冬，因传说八世哲布尊丹巴已在西藏转世，迪鲁瓦活佛为探听虚实，确曾计划赴西藏拉萨访问。他和随从纳木吉勒道尔吉、占布拉道尔吉、贡其格等先赴上海，进行入藏准备工作。启程前往西藏前夕，迪鲁瓦活佛接到了中国国民党有关方面令其赴重庆的命令。故迪鲁瓦活佛令其随从们经海路先赴拉萨，自己则随国民党特务赴重庆，随即遭到软禁。经过一段时间的讯问及审查后，迪鲁瓦活佛获释并被安排在国民政府任职。这一说法似乎表明迪鲁瓦活佛是被国民党方面胁迫赴重庆。
拉铁摩尔的解释则与此不同。他认为，迪鲁瓦活佛当时极力避免成为日本政策的代理人，故力图避开与此有关的所有职务和任务。在迪鲁瓦活佛赴重庆前，日本方面曾安排其赴日本参观，并给予其很高规格的接待。但他访问日本回到北平后，当即转赴上海，自上海经海路抵达香港，又自香港赴重庆。这一说法显示迪鲁瓦活佛是主动赴重庆。此说似更合理。
迪鲁瓦活佛进入内蒙古后，直到潜赴重庆前，一直同蒙古方面保持联系。通过迪鲁瓦活佛及其下属的工作，蒙古方面获得了有关日军及国民党方面争相利用九世班禅额尔德尼对外蒙古进行的一些工作。但是，迪鲁瓦活佛的身份也逐渐暴露。迪鲁瓦活佛身边人士曾向九世班禅额尔德尼方面泄露过迪鲁瓦活佛的真实身份。1938年后，蒙古方面虽曾多次派人同迪鲁瓦活佛联系，但这些人员均先后遭到日军逮捕，其中有些由因迪鲁瓦活佛作保而获释，有些则在供述自己所负任务之后遭到杀害。再加上迪鲁瓦活佛受德王委托赴厚和豪特托人同重庆国民党方面联系之事败露，迪鲁瓦活佛自身处于极端危险的境地。迪鲁瓦活佛潜赴重庆的主要原因，应为摆脱危险，逃离日军控制。

### 在国民政府中

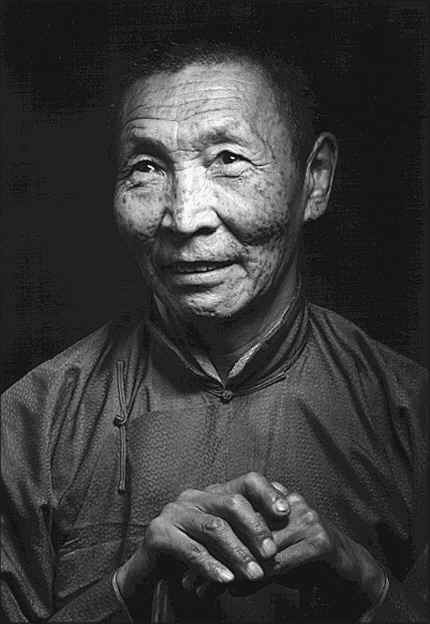
迪鲁瓦·阿旺洛桑丹增（1957年摄）

迪鲁瓦活佛赴重庆后，中断了同蒙古方面的一切联系。不久，迪鲁瓦活佛历任国民政府蒙藏委员会委员（1942年10月24日获聘），第三届、第四届国民参政会主席团成员及参政员，国民政府顾问（1947年4月18日获聘）等职务。在重庆期间，经蒋介石
同意，迪鲁瓦活佛曾和时任蒋介石顾问的拉铁摩尔居住在一处。拉铁摩尔回忆道，1931年至1932年的冬季，他便已在北平结识了迪鲁瓦活佛，此次在重庆重逢使二人关系更加密切，他们常用蒙古语谈时政、交换看法。1944年，拉铁摩尔陪美国副总统华莱士来重庆访问时，又曾同迪鲁瓦活佛就中国形势交换看法，迪鲁瓦活佛相信抗日战争结束后中国必然发生内战，并且虽不大相信中国共产党会胜利，但确信蒋介石会失败，此后将或由中国共产党执政，或成立联合政府。迪鲁瓦活佛的预测后来变成了现实。
在重庆期间，第二次世界大战结束不久，国民政府承认外蒙古经公民投票独立以后，1946年初，蒙古人民共和国派出以畜牧部部长苏伦扎布率领的蒙古政府使团抵达重庆。迪鲁瓦活佛也到机场迎接该使团，并走近苏伦扎布称，“我是迪鲁瓦活佛。虽然我是一个僧人，但是对我的祖国独立最终得到承认感到非常高兴，祝愿蒙古人民万事如意。”但蒙古使团对其表态及问候均未理睬。此后，迪鲁瓦活佛又赴使团下榻的重庆胜利宾馆求见苏伦扎布，但被苏伦扎布以工作繁忙为由拒绝。
据后来苏伦扎布称，代表团启程前，乔巴山曾单独约见苏伦扎布称，“迪鲁瓦活佛有可能来找你们，但你们不要理睬他，否则将受到严肃处理。”所以苏伦扎布在重庆拒绝会见迪鲁瓦活佛。当时迪鲁瓦活佛试图接触蒙古代表团，似乎是想试探自己回到蒙古的可能，但未能如愿。蒙古方面之所以对迪鲁瓦活佛十分冷淡，主要是因为当年随迪鲁瓦活佛进入内蒙古的随从中，有人受命负责监视他。1932年底，迪鲁瓦活佛赴南京后，负责监视他的两名随从报告蒙古情报部门称，迪鲁瓦活佛到北平会见了日本特务并提供了蒙古方面的情报，还出任南京国民政府军职，获南京国民政府拨给3万元军饷，准备征兵进攻蒙古。后来，蒙古情报部门先后又收到了迪鲁瓦活佛应邀赴日本访问，奉日本军方的命令准备赴西藏；迪鲁瓦活佛宣传蒙古消灭宗教及寺院、逮捕并迫害僧侣官员及百姓，并对此表示不满等情况的汇报。蒙古方面还得到了迪鲁瓦活佛遭到英国及国民党特务机构逮捕及软禁的情报。因为迪鲁瓦活佛赴重庆后，中断了同蒙古及内蒙古方面的一切联系，蒙古方面此后未能得知其情况，日久便怀疑其背叛使命而改为外国情报机构服务。蒙古方面的这一看法导致迪鲁瓦活佛此后终身未能回到蒙古。
此后不久，1946年3月，迪鲁瓦活佛抓住抗日战争结束后短暂的和平时期，以及国民政府忙于还都南京之机，再次启程赴西藏。他经广州来到香港，在香港获得以前在上海认识的一对英国父子的协助，于同年4月经海路入西藏。在西藏拉萨，迪鲁瓦活佛见到了据称为八世哲布尊丹巴的转世灵童，但迪鲁瓦活佛对该灵童半信半疑，故还依宗教仪轨，徒步赴拉姆拉错观湖，也没有获得要领。在拉萨期间，迪鲁瓦活佛应邀同达赖会面数次。据说，达赖十分尊重他；按一些蒙古国学者的说法，迪鲁瓦活佛在此期间甚至任过达赖的经师及顾问。迪鲁瓦活佛此行同达赖建立了联系，直到迪鲁瓦活佛圆寂，该联系似乎也未中断。
在西藏、印度、尼泊尔等地游历一年多后，1947年11月，迪鲁瓦活佛回到南京。此后，他在南京居住了1年多。第二次国共内战迅速接近尾声，蒋介石领导的国民党政府濒临绝境。迪鲁瓦活佛认为中国共产党将很快夺得国家政权，并认为自己此后在中国难以立足。为此，他曾想赴印度，并将此想法写信告知拉铁摩尔，拉铁摩尔见信后，当即回信邀迪鲁瓦活佛赴美国。1949年2月，迪鲁瓦活佛持中华民国护照飞抵美国。

### 在美国

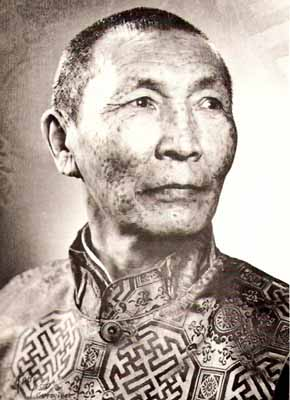
1958年前后的迪鲁瓦·阿旺洛桑丹增

1949年初，迪鲁瓦活佛抵达美国。起初他在巴尔的摩市拉铁摩尔任系主任的约翰·霍普金斯大学外语系任职4年。在此前后，拉铁摩尔还从中国邀来官布扎布·杭锦、伍日恭格·奥嫩来此任职。他们几位当时主要研究蒙古语言及社会问题，形成了美国最早研究蒙古学的小团体，也成为日后美国兴起的“国别研究”最初的项目之一。
1949年春，迪鲁瓦活佛根据拉铁摩尔的要求，口述自传，并通过拉铁摩尔口译，由拉铁摩尔之子、迪鲁瓦活佛的干儿子大卫（David Lattimore，蒙古名“巴特毕勒格”）以英语记录。同时，迪鲁瓦活佛用旧蒙文著《外蒙古政治回顾》一书。根据迪鲁瓦活佛的要求，在其圆寂后，这两部书稿由拉铁摩尔英译并作序，由拉铁摩尔、矶野富士子注释，且影印原稿，于1982年在德国威斯巴登出版。1991年，蒙古国学者博彦朝格将该书用蒙古语西里尔字母翻译，在乌兰巴托出版。迪鲁瓦活佛这本书的记述止于1930年代，即他进入内蒙古时为止。
在约翰·霍普金斯大学期间，迪鲁瓦活佛还著有《外蒙古那鲁班禅寺》一文。该文刊于美国哲学学会会报1952年第96期。在美国期间，迪鲁瓦活佛经常游历美国各地，抄录并研究各图书馆所藏的蒙古文、藏文文献。
1950年代中期，拉铁摩尔等人的研究受到麦卡锡主义干扰。迪鲁瓦活佛因此而迁居纽约市，在纽约东区租住至圆寂前夕。此后，他把主要精力投入到宗教事务方面。
在约翰·霍普金斯大学期间，迪鲁瓦活佛继续其宗教生活。1952年，流亡美国的卡尔梅克人将迪鲁瓦活佛迎至新泽西州，后在此修建了美国首座藏传佛教寺庙。此后，迪鲁瓦活佛成了这些卡尔梅克人的精神领袖，直到圆寂时一直任该寺堪布。当时流亡美国的卡尔梅克人主要包括三部分人员，一是俄国十月革命时从伏尔加河下游的家乡逃出者，二是原居住在捷克和南斯拉夫的卡尔梅克人后裔，三是斯大林格勒战役时遭德军俘虏并被送往德国强制劳动，后赴美国者。这些卡尔梅克人差别极大，唯一能将他们联系并团结起来的就是藏传佛教，迪鲁瓦活佛为此发挥了重要作用。
寺院创立后，因缺法器，迪鲁瓦活佛令其在印度的徒弟设法置办。缺少经文，他就靠记忆默写出经文发给弟子们。在迪鲁瓦
活佛努力操办下，藏传佛教开始在美国传播。此后，在迪鲁瓦活佛圆寂前，美国又先后创建了两座格鲁派寺庙，并发展了许多美国信徒，他们还同印度的寺庙及达赖保持联系。
1961年，联合国大会讨论蒙古加入联合国的议案时，迪鲁瓦活佛在会议大厅的旁观席上就坐。事后，虽然他在一些场合见过蒙古代表处官员，但他未试图访问过蒙古代表处。1963年，美国蒙古学学会成立时，迪鲁瓦活佛抱病参加成立大会，并成为该会会员。
1963年，迪鲁瓦活佛患胃癌。1965年4月7日，迪鲁瓦活佛在其纽约寓所因病圆寂，享年82岁。
美国卡尔梅克协会所属的三座寺庙为迪鲁瓦活佛举行了超度仪式及追悼会。新泽西州及费城的三所寺庙的僧众，达赖喇嘛以及蒋介石的私人代表都出席了追悼会。追悼会结束后，迪鲁瓦活佛的骨灰部分安葬于其亲自参与创建的新泽西州藏传佛教寺庙“达什捷普林”，部分安葬于迪鲁瓦活佛先世诞生地印度，部分准备在此后适当时间送返其家乡蒙古。
1990年5月18日，蒙古人民共和国最高法院通过第4号决议，撤销与迪鲁瓦活佛有关的指控，并为迪鲁瓦活佛平反。

## 著作
- The Narobanchin monastery in outer Mongolia, by Diluv Khutagt; Lattimore, Owen; Onon, Peter; Vreeland, Herbert Harold. American Philosophical Society, 1952(96), pp. 587-598.
- The Diluv Khutagt: Memoirs and Autobiography of a Mongol Buddhist Reincarnation in Religion and Revolution, by Diluv Khutagt, Owen Lattimore, O. Harrassowitz, 1982.
- 应时祈祷之云声（该文是迪鲁瓦活佛在内蒙古期间，应锡林郭勒盟苏尼特右旗呼毕勒罕罗卜桑普日勒的邀请撰写的藏文文章，主要阐述宗教仪轨。）[2]